# ジョン・マクリントック (初代ラスドネル男爵)
初代ラスドネル男爵ジョン・マクリントック（英語: John McClintock, 1st Baron Rathdonnell、1798年8月26日 – 1879年5月17日）は、イギリスの政治家、アイルランド貴族。1857年から1859年まで庶民院議員を、1867年から1879年までラウス統監を務めた。

## 生涯
ジョン・マクリントック（1855年7月5日没）と1人目の妻ジェーン（Jane、旧姓バンベリー（Bunbury）、ウィリアム・バンベリーの娘）の息子として、1798年8月26日にダブリンで生まれた。陸軍士官として3年間北米で過ごした。
1840年にラウス県長官を務め、1857年から1859年までカウンティ・ラウス選挙区の代表として庶民院議員を務めた。議会では保守党に所属した。
その後、1867年1月14日から1879年に死去するまでラウス統監を務め、1867年から1879年までラウス県民兵隊隊長を務めた。1868年12月21日、アイルランド貴族であるドニゴール県におけるラスドネルのラスドネル男爵に叙された。この爵位には初代男爵の弟ウィリアム・バンベリー・マクリントック＝バンベリー（1800年 – 1866年6月2日）の男系子孫への特別残余権（special remainder）が定められた。
1879年5月17日にラウス県ドラムカーで急死、特別残余権に基づき弟の息子トマス・ケイン・マクリントック＝バンベリーが爵位を継承した。

## 家族
1829年8月11日、アン・レフロイ（Anne Lefroy、1808年7月19日 – 1889年12月22日、ジョン・ヘンリー・ジョージ・レフロイの娘）と結婚したが、2人の間に子供はいなかった。